# Wang Renmei
En una onomàstica xinesa Wang es el cognom i Renmei el prenom.
Wang Renmei (xinès simplificat: 王人美) (Changsha 1914 - Pequín 1987) Cantant, ballarina i actriu xinesa. Amb les actrius Li Lili, Xue Lingxian i Hu Jia va ser coneguda com una de les "Quatre Dives". Per les seves interpretacions va  rebre els sobrenoms de 夜猫  (Gat salvatge) i "Wild Rose".

## Biografia
Wang Renmei, de nom de naixement Wang Shuxiambé coneguda com Shu Xi, va néixer el 24 de desembre de 1914 a Changsha, província de Hunan (Xina). El seu pare Wang Zhengquan era professor de matemàtiques  a l'Escola Normal Provincial de Hunan a Changsha, a on entre els seus alumnes hi va  tenir al futur dirigent comunista Mao Zedong, que durant un temps va viure amb la família Wang, fet que més tard va recordar en un dels seus poemes (长沙 Changsha  -1925-). La família Wang va ser una típica família de finals de la dinastia Qing , però amb idees modernes; per exemple, cap de les filles no tenia els peus lligats, ni tampoc les serventes.

#### Primers anys i formació
Wang Renmei va quedar òrfena de ben jove; va perdre la seva mare quan ella tenia set anys i el seu pare quan en  tenia dotze. El 1926, va ser admesa a la primera escola normal de dones de la provincia de Hunan. L'èmfasi de Mao en l'educació física va influir en la jove que quan va entrar a l'escola primària als sis anys va dir  “No vaig tenir la sensació que el pla d'estudis fos molt difícil perquè ja vaig estudiar xinès clàssic i matemàtiques a casa i dues de les meves germanes eren professores. Per tant, no volia dedicar massa temps a estudiar, m'agradaven molt els esports.”

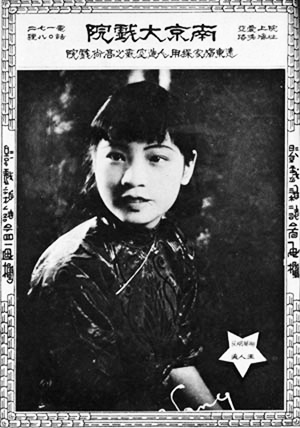
Wang Renmei, cartell del Nanking Theatre

El 1927, Wang i dos dels seus set germans van marxar de Changsha i van anar primer a Wuhan i desprès a Wuxi i finalment a Shanghai. Ella  i ella i un germà van entrar a estudiar cant i dansa a la "School  for Song and Dance" , també coneguda com Gezhuan, fundada per Li Jinhui, on va coincidir amb altres futures actrius com Li Lili. L'any 1929, la companyia teatral es va dissoldre i Wang va entrar al "Nanyang Merchants Affiliated English College" per estudiar anglès durant un any.

#### Carrera teatral
L'escola de Wang, uns anys més tard es convertiria en una companyia teatral, la Bright  Moon Song and Dance Troupe.   No era un grup d'entreteniment qualsevol. Animat per les  idees del moviment del quatre de maig, el seu fundador, Li Jinhui, l'havia dissenyat amb la idea de promocionar la música xinesa per a xinesos.  Com actriu i cantant Wang va viatjar amb la companyia a Pequín, Tianjin, Singapur, Bangkok, Hong Kong i altres regions.  Wang  va ser una de les estrelles de la companyia fins a l'abril de 1931, quan va ser comprada per la Lianhua Film Company i es va convertir en la Lianhua Dance and Song Troupe.

#### Carrera cinematogràfica
El 1931 Wang va començar la seva carrera al cinema com a ballarina, en la pel·lícula 銀漢雙星 (Two Stars of the Milky Way) dirigida per Shi Dongshan i desprès en uns quants musicals curts. Aviat la van veure com a una actriu amb potencial i l'any 1932 va protagonitzar 野玫瑰 (The Wild Rose ) dirigida per Sun Yu. La pel·lícula va tenir un gran èxit. Ella va interpretar el paper de Xiaofeng, la filla d'un pescador. Tenia una energia viva i un temperament senzill, natural i espontània, amb un estil d'actuació molt diferent de les actrius de l'època. També la seva bellesa lleugerament salvatge la va fer molt popular entre els joves estudiants. Quan el grup de dansa va ser dissolt a causa de problemes financers, Wang va ser contractada directament per la productora Lianhua.

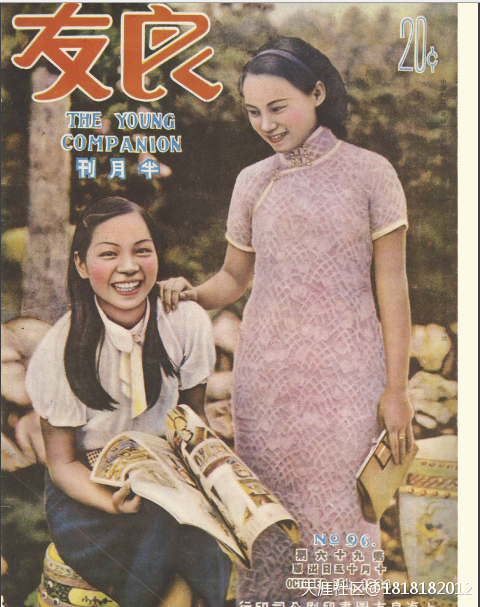
Portada de la revista The Young Companion amb Chen Yanyan i Wang Renmei

El 1933 va rodar  都會的早晨 (Early Morning in the Metropolis)  dirigida per  Cai Chusheng, amb qui l'any següent va filmar 漁光曲  (Song of the Fishermen), una pel·lícula que l'any 1935 va guanyar el primer premi internacional per a una pel·lícula xinesa al Festival Internacional de Cinema de Moscou. S'ha considerat com un film que inclou de forma equilibrada els elements ideològics del moment, amb aspectes propis de la cinematografia de Hollywood con l'star system i la utilització de la música com a reclam comercial.  En aquella epoca era habitual demanar a les actrius que sapiguesin nadar, fet que permetia per campanyes publicitaries on les actrius podien lluir els seus cossos amb vestit de bany , activitat que de moment estava  permresa per la NFCC (National Film Censorship Commitee) i la CFCC ( Central Film Censorshipp Commitee). També també va ser el major èxit entre les pel·lícules xineses dels anys 30,  i el seu tema principal, interpretat per l'actriu, va ser molt popular durant aquest període.

#### Vida privada
El desembre de 1933, es va casar amb una de les estrelles més populars dels anys 1930, Jin Yan, conegut com el "Rodolfo Valentino xinès"  I elegit com "rei de la pantalla" el 1932 i amb qui havia treballat en la pel·lícula Wild Rose. Els estudiants xinesos van donar la benvinguda a aquesta unió romàntica, però els directius de l'empresa Lianhua van creure que una actriu casada deixaria de ser atractiva per el public masculí i li van rescindir el contracte.
Com altres actors i directors de cinema, durant la invasió japonesa i l'ocupació de Shanghai,  Wang i Jin van marxar a Hong Kong, on ella va treballar de mecanògrafa.
Durant la Revolució Cultural, el segon marit de Wang, Ye Qianyu va ser acusat de ser un agent del Guomintang amb l'argument que havia fet dibuixos i pintures de propaganda per al govern nacionalista durant la invasió japonesa i va  estar empresonat durant set anys. El 1973 a Wang la van enviar a treballar a una escola de dirigents del Partit. Gràcies als seus vincles amb la família de Mao, el 1979 va  ser rehabilitada i acceptada com a membre del Partit Comunista de la Xina.

#### Darrers anys i llegat
El 1980, Wang Renmei va patir un ictus i va quedar paralitzada al llit. El desembre de 1986 va caure accidentalment mentre caminava, provocant-li una hemorràgia cerebral Va perdre el coneixement, i va quedar en estat vegetatiu. El 12 d'abril de 1987, Wang Renmei va morir a Pequín als 73 anys.
L'any 2005, amb motiu del 100è aniversari del naixement del cinema xinès, va ser inclosa entre un dels "100 millors actors del cinema xinès" . El 2011 es va publicar la seva autobiografia "La meva fama i desgràcia”.

## Filmografia destacada
| Any  | Títol xinès      | Títol anglès                                               | Director            |
| 1930 | 空谷猿聲         | Wailing in Hollow Valley                                   | Maxu Weibang        |
| 1931 | 銀漢雙星         | An Actor and an Actress ó Two Stars in the Milky Way       | Shi Dongshan        |
| 1932 | 野玫瑰           | Wild Rose                                                  | Sun Yu              |
| 1932 | 芭蕉葉上詩       | Poetry Written on the Banana Leaf                          | Jack Li Ping-Qian   |
| 1933 | 都會的早晨       | Dawn Over the Metropolis ó Early Morning in the Metropolis | Cai Chusheng        |
| 1933 | 春潮             | Stirring of Love                                           | Cheng Ying-Shih     |
| 1933 | 大丈夫           | A Real Man                                                 | Ren Pengnian        |
| 1934 | 漁光曲           | Song of the Fisherman                                      | Cai Chusheng        |
| 1935 | 風雲兒女         | Children of Trouble Times                                  | Xu Xingzhi          |
| 1935 | 小天使           | A Little Angel                                             | Wu Yonggang         |
| 1936 | 長恨歌           | Song of Regret                                             | Shi Dongshan        |
| 1936 | 壯志凌雲         | Soaring Aspiration                                         | Wu Yonggang         |
| 1938 | 黃海大盜         | The Pirates of the Yellow Sea                              | Wu Yonggang         |
| 1938 | 離恨天           | Melancholy Hatred                                          | Wu Yonggang         |
| 1940 | 長空萬里         | Wings of China                                             | Sun Yu              |
| 1948 | 關不住的春光     | The Spring That Can’t Be Shut Up                           | Wang Weiyi i Xu Tao |
| 1950 | 王氏四俠         | Fuury in Their Hearts                                      | Wang Yuanhong       |
| 1951 | 兩家春           | Spring Comes to Both Families                              | Qu Baiyin           |
| 1953 | 銀海千秋         | The Magic World of Filmdom                                 | Chang Shankun       |
| 1957 | 青春的腳步       | The Footprints of Youth                                    | Yan Gong i Su Li    |
| 1962 | 昆仑山上的一棵草 |                                                            | Dong Kena           |